# Condado de Grodzisk Wielkopolski
Nota linguística: Não confundir hrabstwo (condado) com powiat (divisão administrativa)..
Não confunda com o Condado de Grodzisk Mazowiecki, que tem o mesmo nome em polonês.
Grodzisk Wielkopolski (polonês: powiat grodziski) é um powiat (condado) da Polônia, na voivodia da Grande Polônia. A sede é a cidade de Grodzisk Wielkopolski. Estende-se por uma área de 643,72 km², com 49 255 habitantes, segundo o censo de 2005, com uma densidade de 76,52 hab/km².

## Divisões admistrativas
O condado possui:
Comunas urbana-rurais: Grodzisk Wielkopolski, Rakoniewice, Wielichowo
Comunas rurais: Granowo, Kamieniec
Cidades: Grodzisk Wielkopolski, Rakoniewice, Wielichowo

## Demografia
População (dados de 30 de Junho de 2005):
|          | Total   | Total | Mulheres | Mulheres | Homens  | Homens |
| -------- | ------- | ----- | -------- | -------- | ------- | ------ |
|          | pessoas | %     | pessoas  | %        | pessoas | %      |
| Total    | 49 255  | 100   | 24 749   | 50,2     | 24 506  | 49,8   |
| Cidades  | 18 664  | 100   | 9 528    | 51,1     | 9 136   | 48,9   |
| Povoados | 30 591  | 100   | 15 221   | 49,8     | 15 370  | 50,2   |